# Anthophora plumipes
Anthophora plumipes là một loài ong trong họ Apidae. Loài này được Pallas miêu tả khoa học đầu tiên năm 1772.